# 周南市立太華中学校
周南市立太華中学校（しゅうなんしりつたいかちゅうがっこう）は、山口県周南市にある公立中学校の内の一校。
周南市の中心部からやや東より、山陽新幹線沿いにある。下松市との境界に近い。
学校名の「太華」は、周南市と下松市の境にある大島半島の太華山（たいかざん、標高365m）の名からとられている。大華山は、瀬戸内海国立公園に属し、ハイキングコースがあり、山頂からは徳山湾や大津島が見渡せる。その周辺も、この中学校の校区に入る。
生徒は、櫛浜小学校と久米小学校の二校から入学し、中学校を中心に北東部が久米校区、南西部が櫛ヶ浜校区になる。校区の東西はあまり広くないが、南北はとても広い。また、本校の正門側は数十メートルで周陽中学校区となっており、県内有数の進学校でもある。
本館校舎は4階建て、そのほかに体育館、特別校舎、音楽室、家庭科室、技術室等の校舎がある。
創立60年に際し、2006年度の文化祭は通常1日のところ、土・日の2日間記念行事として行った。
現在、生徒だけでなく、「太華の改新プロジェクト」なども通じて保護者・地域との関わりも大切にしている教育姿勢。

## 出身者
- 島津幸男（元周南市長）
- 藤井英俊（大阪大学接合科学研究所所長）